# 覚支相応
「覚支相応」（かくしそうおう、巴: Bojjhaṅga-saṃyutta, ボッジャンガ・サンユッタ）とは、パーリ仏典経蔵相応部に収録されている第46相応。

## 構成
18品から成る。
1. Pabbata-vaggo --- 全10経
2. Gilāna-vaggo --- 全10経
3. Udāyi-vaggo --- 全10経
4. Nīvaraṇa-vaggo --- 全10経
5. Cakkavatti-vaggo --- 全10経
6. Sākaccha-vaggo --- 全6経
7. Ānāpāna-vaggo --- 全10経
8. Nirodha-vaggo --- 全10経
9. Gaṅgā-peyyāla-vaggo --- 全12経
10. Appamāda-vaggo --- 全10経
11. Balakaraṇīya-vaggo --- 全12経
12. Esanā-vaggo --- 全10経
13. Ogha-vaggo --- 全10経
14. Punagaṅgā-peyyāla-vaggo --- 全1経
15. Punaappamāda-vaggo --- 全1経
16. Punabalakaraṇīya-vaggo --- 全1経
17. Punaesanā-vaggo --- 全1経
18. Punaogha-vaggo --- 全1経

## 日本語訳
- 『南伝大蔵経・経蔵・相応部経典5』（第16巻上） 大蔵出版
- 『原始仏典II 相応部経典5』 中村元監修 春秋社